# Heredity (rivista)
Heredity è una rivista scientifica mensile sottoposta a revisione paritaria e pubblicata dalla Nature Portfolio. Tratta della genetica e dell'ereditarietà in senso biologico. La rivista è stata fondata da Ronald Fisher e C. D. Darlington nel 1947 ed è la rivista ufficiale della The Genetics Society. Dal 1996 la pubblicazione è stata rilevata dalla Nature Portfolio.
La redattrice capo è Sara Goodacre.
Secondo il Journal Citation Reports, nel 2021 Heredity ha ricevuto un fattore di impatto pari a 3,832, collocandosi al 61° posto fra 173 riviste presenti nella categoria "Ecologia", al 19° posto fra altre 51 della categoria "Biologia evolutiva" e al 79° fra 175 riviste della categoria "Genetica ed ereditarietà".
Al 2025 ha avuto un indice H pari a 140.